# Desa Sambiroto (administrativ by i Indonesien, Jawa Tengah, lat -7,03, long 111,23)
Desa Sambiroto är en administrativ by i Indonesien.   Den ligger i provinsen Jawa Tengah, i den västra delen av landet, 500 km öster om huvudstaden Jakarta.